# Корнаре (Тревизо)
Корнаре је насеље у Италији у округу Тревизо, региону Венето.
Према процени из 2011. у насељу је живело 191 становника. Насеље се налази на надморској висини од 12 м.